# Søspejdere (stumfilm)
|  | Denne artikel er oprettet af botten PalnaBot ud fra en ekstern database. Den kan derfor have sproglige fejl eller mangler. Denne skabelon kan fjernes efter kontrol af indholdet. |

Søspejdere er en film med ukendt instruktør.

## Handling
Spejdervæsen. Søspejdere i robåde. Livredningsøvelse. Kunstigt åndedræt foretages. Parade af søspejdere. Fanen føres frem. Mere livredning, dreng ved at drukne. Både pudses. Både i vandet. Der roes ud. Både med sejl i Øresund (7). Søspejderne vækkes med homsignal om morgenen. Højtidelig flaghejsning. Der signaleres med flag.

## Eksterne Henvisninger
- Søspejdere på Internet Movie Database (engelsk)
- Søspejdere på Filmdatabasen